# Mladějovská horka
Mladějovská horka (363 m n. m.) je vrch v okrese Jičín, v Českém ráji. Leží asi 1 km jihozápadně od obce Mladějov, na příslušném katastrálním území a území Hubojedy.

## Popis

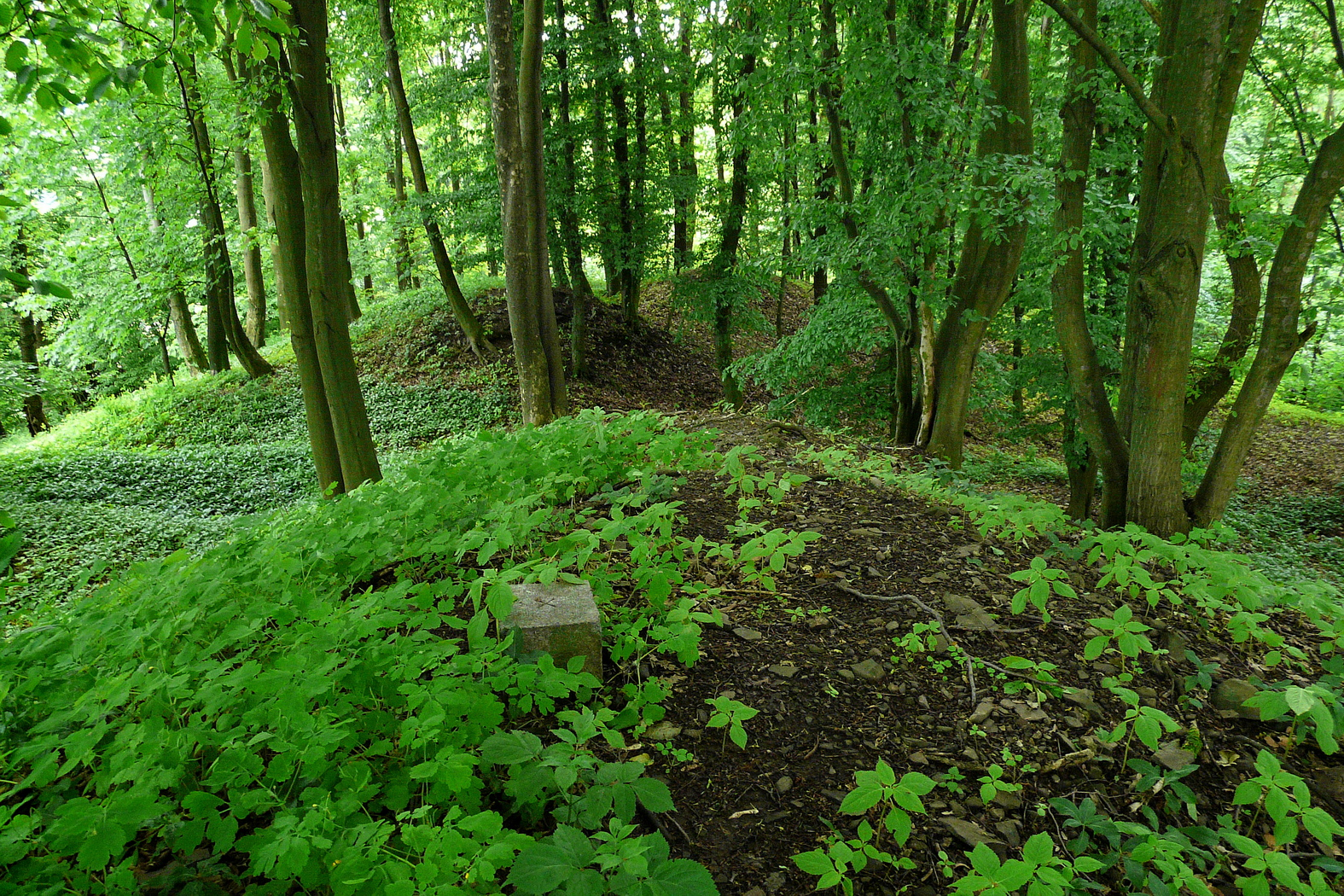
Vrchol Mladějovské horky

Je to suk ve tvaru kužele mírně protaženého zhruba ve směru západ – východ. Je tvořený pronikem bazanitu (čedič) skrz obal svrchnokřídových zpevněných sedimentů (jílovec, slínovec, prachovec) a sprašových pokryvů. Vrchol je rozbrázděn opuštěnými lomy. Vrchní partie a západní svah jsou zalesněny převážně listnatým lesem, jinde je orná půda.
Vrch je součástí vulkanicky podmíněného pásu, který pokračuje na východ přes údolí Žehrovky vrchem Hrádek (314 m) a končí Velkou hůrou (lidově Střelečská hůra, 458 m).

## Geomorfologické zařazení
Geomorfologicky vrch náleží do celku Jičínská pahorkatina, podcelku Turnovská pahorkatina, okrsku Vyskeřská vrchovina, podokrsku Troskovická vrchovina a Trosecké části.

## Přístup
Automobilem se dá nejblíže dopravit do Mladějova. Odtud vede na jih polní cesta do Hubojed. Z této cesty uhýbá západní odbočka na horní jižní svah horky. Mladějovem vede červená turistická značka.